# Relevé systématique
 (août 2014).
Si vous disposez d'ouvrages ou d'articles de référence ou si vous connaissez des sites web de qualité traitant du thème abordé ici, merci de compléter l'article en donnant les références utiles à sa vérifiabilité et en les liant à la section « Notes et références ».
Un relevé systématique, ou dépouillement systématique, est une opération en généalogie qui consiste à relever les actes d'un registre afin d'établir la liste des actes contenus dans ce registre. Le relevé peut se faire manuellement ou par l'outil informatique avec un logiciel de généalogie par exemple. L'avantage d'une saisie informatique est ensuite de collationner les relevés dans une base de données sur laquelle il est possible d'effectuer des recherches par critère.

## Cas de la France
En France, on trouve ces actes après la Révolution française, à partir de 1792, dans les registres d'état civil (naissance, mariage et décès) et avant la Révolution, uniquement dans les registres paroissiaux (baptême, mariage et sépulture). 
Pouvoir consulter un relevé systématique est un net avantage pour trouver des actes. Il permet de trouver des informations non connues sur des collatéraux. Les recherches en sont facilitées, d'autant plus lorsque ces relevés sont informatisés. 
Il n'y a pas vraiment de norme dans les relevés systématiques, mais on trouve des propositions de fiches pour faire des relevés sur papier. On peut retenir les recommandations suivantes sur les relevés : 
- Ne jamais rectifier, modifier, compléter un acte,
- Respecter scrupuleusement les orthographes utilisées, celles des noms, des prénoms, des surnoms, des lieux, les accents, les professions, etc.
- Seuls quelques signes supplémentaires comme le point d'interrogation, le dito, la mention « illisible » sont tolérés.
- Ne pas utiliser d'abréviations, de tirets intempestifs, etc.

Il y a un manque de proposition pour des modèles informatiques pour faire une saisie informatique directe, avec un tableur par exemple. 
Si le plus souvent, dans un relevé systématique, c'est le contenu même des actes qui est relevé, on peut aussi seulement faire le relevé des tables décennales ou annuelles. Cela permet de connaître l'existence d'un acte et de le retrouver facilement dans le registre. 
En France, le type des actes est généralement noté dans les relevés par une lettre 
- N = Naissance
- M = Mariage (Civil ou Religieux)
- D = Décès
- B = Baptême
- S = Sépulture (Enterrement)
- R = Reconnaissance (de paternité ou maternité) d'un enfant
- V = diVorce
- T = Transcription d'acte (l'évènement s'est passé dans une autre commune)

Le mariage est souvent noté sur deux lignes (une par conjoint)
Le sexe d'un individu noté avec une lettre 
- M = Masculin (Époux, Homme)
- F = Féminin (Épouse, Femme)

| TD   | TA   | Nº | T | Date       | S | Nom      | Prénoms       | Observations | NIRG |
| ---- | ---- | -- | - | ---------- | - | -------- | ------------- | ------------ | ---- |
| 1893 | 1902 | 13 | N | 18/05/1902 | F | Mallégol | Marie         |              |      |
| 1893 | 1902 | 14 | M | 21/05/1902 | M | Blavette | Léon Richard  |              |      |
| 1893 | 1902 | 14 | M | 21/05/1902 | F | Morin    | Alvina        |              |      |
| 1893 | 1902 | 15 | D | 25/05/1902 | M | Clouet   | Rémy François |              |      |

- TD = première année de la table décennale
- TA = année de la table annuelle
- Nº = Numéro d'acte dans le registre
- T = Type d'acte
- Date = Date de l’événement noté dans l'acte
- S = Sexe
- Nom = Patronyme
- Prénoms = Liste des prénoms
- Observations = Note dans les tables, comme l'âge de l’individu à son décès ou la mention "naturel" pour une naissance hors mariage.
- NIRG = Numéro d'identification de l'individu dans ce relevé systématique

Note : Dans cet exemple il n'y a pas de colonne indiquant la commune, car cela est implicite puisque le relevé concerne seulement une commune. Mais il faut bien sûr rajouter cette information quand on regroupe les données de plusieurs communes. On conseille d'ajouter deux colonnes, une avec le nom de la commune et l'autre avec le code INSEE pour la France (pour un autre pays, choisir un code d'identification équivalent).
Il est déconseillé d'utiliser des points-virgules (dans le champ Observation par exemple), cela posera des problèmes lors d'export en CSV qui utilise le plus souvent le point-virgule comme séparateur de champs.

### Traitement des dates dans le calendrier Républicain
Dans le cas d'un traitement informatisé, il ne faut pas remplir le champ "Date" directement avec la date au format Républicain. Elle sera prise comme un champ texte et cela posera problème en cas de tri sur ce champ.
Il est recommandé d'ajouter trois colonnes pour cela. Une pour le jour, le mois et l'année. Pour le jour et l'année, le champ sera numérique. Attention saisir l'année en chiffre « arabe » et non romain! Pour le mois, au format texte avec de préférence un menue local pour sélectionner le mois. Cela évite des différences dans la saisie et fait un rappel sur le nom de ses mois (Vendémiaire, Brumaire, Frimaire, Nivôse, Pluviôse, Ventôse, Germinal, Floréal, Prairial, Messidor, Thermidor, Fructidor, Sans-culottides) et leur ordre dans le calendrier. Sur les actes, la notation du mois est souvent abrégée, premières lettres et dernière syllabe. Par exemple thdor pour Thermidor. Les jours sans-culottides sont aussi notés « Jour complémentaire » ou sous sa forme abrégé « Jr Comp ».
| TD   | TA | Nº | T | Date | S | Nom    | Prénoms                 | Observations | JR | MR          | AR | Date K     | NIRG |
| ---- | -- | -- | - | ---- | - | ------ | ----------------------- | ------------ | -- | ----------- | -- | ---------- | ---- |
| 1792 |    |    | N |      |   | Avenel | Susanne                 |              | 13 | Pluviôse    | 4  | 02/02/1796 |      |
| 1792 |    |    | N |      |   | Avenel | Louis François Constant |              | 14 | Vendémiaire | 7  | 05/10/1798 |      |
| 1792 |    |    | N |      |   | Avenel | Alexandre               |              | 13 | Pluviôse    | 9  | 02/02/1801 |      |

- JR = Jour Républicain
- MR = Mois Républicain
- AR = Année Républicaine
- Date K = Date calculé

L'avantage de cette présentation est de permettre de faire un calcul automatique pour la conversion de la date révolutionnaire dans notre calendrier. Dans votre tableur par exemple, vous pouvez faire une liste pour convertir les mois en valeur numérique (de 0 à 12 par exemple). En prenant une date pivot définie par exemple le 23/09/1791 on peut effectuer une conversion automatique dans une colonne avec une formule.
Celle-ci aura la forme similaire suivante : 
```
 [Date_Pivot]
 + [Année Républicaine]*365 + Valeur_Entière([Année Républicaine]/4)
 + Recherche([Mois Républicaine];[Table Conversion Mois])*30
 + [Jour Républicain] - 1 
```

Il faudra bien sûr adapter selon votre logiciel, et ajouter si besoin un traitement d'erreur. Et recopier les valeurs calculées dans le champ "Date K" dans le champ "Date".